# Wayne Robinson
Wayne Howard Robinson (Greensboro, Carolina del Norte, 19 de abril de 1958) es un exjugador de baloncesto estadounidense que jugó una temporada en la NBA, para posteriormente jugar en la liga italiana y en la liga ACB. Con 2,03 metros de estatura, jugaba en la posición de pívot. Es recordado especialmente por su paso por el Real Madrid, con los que consiguió 3 ligas, 2 Copas del Rey y una Recopa de Europa.

## Trayectoria deportiva

### Universidad
Jugó durante 4 temporadas con los Hokies de la Universidad de Virginia Tech, donde promedió 13,4 puntos y 4,9 rebotes por partido.

### Profesional
Fue elegido en la trigésimo primera posición del Draft de la NBA de 1980, en la segunda ronda, por Los Angeles Lakers, quienes automáticamente lo traspasaron a Detroit Pistons a cambio de una segunda ronda del draft del 81. En su única temporada en la NBA promedió 7,9 puntos y 3,6 rebotes por partido.
Tras ser cortado por los Pistons, decidió contiuar su carrera profesional en la liga italiana, fichando por el Oece Trieste de la Serie A2. En su primera temporada ayudó a conseguir el ascenso a la Serie A con 17 puntos y 8,4 rebotes por partido. Al año siguiente, ya en la primera categoría del baloncesto transalpino, obtuvo similares promedios: 16,7 puntos y 8,7 rebotes. En 1983 aterrizaría en España, fichando por el Real Madrid.

Una noche, estando en Trieste, vi por televisión un partido de la Copa de Europa entre el Simenthal de Milán y el Real Madrid. Le dije a mi mujer que yo tenía que jugar esa competición, pero no tenía ni idea de que acabaría siendo en el Madrid. Mi agente hizo un gran trabajo y fiché por el que entonces era el equipo con más éxito de Europa

En el Madrid, entrenado por Lolo Sainz, formó una pareja letal bajo los tableros con Fernando Martín. En su primera temporada promedió 13,5 puntos y 9 rebotes por partido, En esa primera temporada sería testigo directo de la pelea que se produjo en el segundo partido de la final ante el FC Barcelona entre Mike Davis, Iturriaga y Fernando Martín, que ocasionaron que el Barça no se presentara al tercer partido por discrepancias con las sanciones del Comité de Competición, consiguiendo el Madrid la liga más polémica de la historia. Ese año conseguiría además su primer y único título europeo, la Recopa de Europa, además de quedar en segunda posición del concurso de mates por detrás de David Russell, posiciones que se repetirían al año siguiente.
Jugó dos temporadas más en el equipo blanco, consiguiendo en ambas el doblete de liga y Copa del Rey, pero perdiendo la final de la Copa de Europa ante el Cibona de Zagreb del malogrado Dražen Petrović. A pesar de sus buenos promedios (16,1 puntos y 7,4 rebotes en la 84-85 y 16,0 y 7,4 en la 85-86), el Madrid decidió prescindir de sus servicios en busca de un jugador de más peso, como Brad Branson.
En 1986 ficha por el Cacaolat Granollers, capitaneado por Chichi Creus, que aspiraban a meterse entre los grandes equipos de la liga. A pesar de sus buenas estadísticas (18,4 puntos y 7,4 rebotes en su primera temporada y 20,3 y 8,8 en la segunda), el equipo no logró su objetivo de meterse en semifinales de la ACB. Al año siguiente se abrían grandes expectativas con la fusión del equipo con el Grupo IFA Español, pero en ese momento llegó la peor situación para Robinson:

Me resultó difícil de creer, pero tuve que anunciar que me retiraba del baloncesto por problemas en el corazón. Regresé a casa, pero después supe que no era serio

Unos problemas detectados en su corazón hicieron que el jugador anunciase su retirada, aunque pocos meses después se comprobó que sus dolencias no tenían tanta importancia. A pesar de ello, pasó dos años en su país dedicado a sus negocios, hasta que en 1991 decidió regresar a las canchas, aceptando la oferta del TDK Manresa para sustituir a Lance Berwald durante 6 partidos. Al año siguiente, ya con 34 años, fichó por el Juventud Alcalá de la Primera División, pero su larga inactividad acabó pasándole factura, decidiendo retirarse definitivamente al término de la temporada

## Estadísticas de su carrera en la NBA

### Temporada regular
| Temporada | Edad | Equipo          | Liga | P  | TIT | MIN  | TC  | TCA | %TC  | 3P | 3PA | %3P  | TL  | TLA | %TL  | R.OF. | R.DEF. | REB | ASIS | ROB | TAP | PER | FP  | PTS |
| 1980-81   | 22   | Detroit Pistons | NBA  | 81 |     | 1592 | 234 | 509 | .460 | 0  | 6   | .000 | 175 | 240 | .729 | 117   | 177    | 294 | 112  | 46  | 24  | 149 | 186 | 643 |
| Total     |      |                 | NBA  | 81 |     | 1592 | 234 | 509 | .460 | 0  | 6   | .000 | 175 | 240 | .729 | 117   | 177    | 294 | 112  | 46  | 24  | 149 | 186 | 643 |

## Vida posterior
Tras retirarse, regresó a su país donde fundó varias academias destinadas a mejorar las notas de los alumnos, y finalmente acabó siendo ordenado en 1996 Pastor del New Millenium Christian Center, donde ejerce en la actualidad. Sigue viviendo en Greensboro con su esposa Renee Holland con la que tiene dos hijos, Blake y Holland.